# Psychoda aderces
Psychoda aderces és una espècie d'insecte dípter pertanyent a la família dels psicòdids que es troba a Borneo, les illes Filipines (Negros i Mindanao) i Nova Guinea.